# マリアの園幼稚園
晃華学園マリアの園幼稚園（こうかがくえんマリアのそのようちえん）は、東京都調布市に所在するカトリック系の私立幼稚園である。設置者は学校法人晃華学園で、園長は須崎奈穂美。

## 概要
1950年、汚れなきマリア修道会を母体に暁星学園附属マリアの園幼稚園として開園。 カトリック東京大司教区に属する。約1万3,000坪の学園キャンパス内にあり、武蔵野の雑木林や芝生広場など自然環境に恵まれ、キリスト教精神に基づき「豊かな心・考える力・たくましく生きる人間性」の基礎を育成することを教育目標とする。東京都生活文化スポーツ局『私学行政年報 令和6年度版』に、経常費補助金交付対象園として記載されている。

## 沿革
- 1950年 – 学校法人暁星学園附属マリアの園幼稚園開園（園児70名）。[1]
- 1961年 – 学校法人晃華学園として独立し現園名に改称。[1]
- 1994年 – 鉄筋コンクリート造3階建ての新園舎が落成。[1]
- 2020年 – 園舎バリアフリー改修およびICT環境（タブレット端末・Wi-Fi）を整備。[4]

## 教育・特色
宗教教育
日々の祈り、シスターによる週1回の宗教の時間、マリア祭やクリスマス会などを通じ、感謝と奉仕の精神を養う。
モンテッソーリ＋縦割り保育
3–5歳混成クラスで「お仕事コーナー」を設置。主体的活動を促し、思考力と協働性を伸ばすモンテッソーリ教育を実施。
絵本による情操教育
図書室には絶版本を含む約1万冊を所蔵し、毎日読み聞かせと貸し出しを実施。
体験活動
畑作り、園内雑木林での自然観察、外部講師による英語・体操指導などを行う。

## クラス編成
| 区分    | 年齢  | クラス数 | 定員（目安） |
| ------- | ----- | -------- | ------------ |
| 3年保育 | 3歳児 | 2        | 50           |
| 2年保育 | 4歳児 | 1        | 10           |
| 1年保育 | 5歳児 | 1        | 若干名       |
| 合計    | 3–5歳 | 4クラス  | 163名        |

## 保育料・経済支援
| 項目                      | 3歳児     | 4・5歳児  | 備考             |
| ------------------------- | --------- | --------- | ---------------- |
| 保育料（月額）            | 34,000円  | 31,000円  | 無償化対象外部分 |
| 維持費（月額）            | 7,000円   | 7,000円   |                  |
| 冷暖房費（年額）          | 10,000円  | 10,000円  |                  |
| 施設費（年額）            | 42,000円  | 42,000円  |                  |
| 保護者会会費（年額/家庭） | 20,000円  | 20,000円  |                  |
| 任意寄付                  | 100,000円 | 100,000円 | 施設設備維持資金 |

## 施設
- 芝生広場（約3,000m2）、武蔵野の雑木林（約5,000m2）、全天候型遊戯室、図書室、礼拝堂を備える。[4]
- 2024年度に屋上に太陽光パネルを設置し、環境教育に活用。[4]

## 行事
マリア祭（5月）運動会（10月）、避難訓練（月1回）、クリスマス会（12月）、縦割り遠足（春・秋）、保護者参観日（年2回）などを実施。

## 交通
- 京王線つつじヶ丘駅から京王バス「深大寺」行で「晃華学園」下車、徒歩約5分。[8]
- JR中央線三鷹駅・吉祥寺駅方面から小田急バス路線あり。[8]
- 園児向けに4コースのスクールバスを運行。[8]

## 関連校
- 晃華学園小学校 – 同一法人。
- 晃華学園中学校・高等学校 – 同一法人（女子校）。
- 晃華学園暁星幼稚園 – 同一法人。